# Константиновка (Добрянский район)
Константиновка — деревня в Добрянском городском округе Пермского края Российской Федерации.

## Название
Ранее известна как Константинова.

## География
Расположена при автодороге Пермь—Соликамск.
На 2022 год в деревне числится 1 улица — Центральная.
Высота центра селения над уровнем моря 195 м.

## История
Известна с 1856 г. как деревня Константинова.
Съёмки фильма-сказки «Илья Муромец» 1956 года проходили близ деревень Лунежки и Константиновка, где была выстроена родная деревня богатыря — Карачарово.

### Административно-территориальная принадлежность
До 1958 года входила в Полазненский сельсовет, затем до 2004 года в Полазненский поссовет.
В 2004-2019 годах входила в состав Полазненского городского поселения Добрянского муниципального района. После их упразднения входит в Добрянский городской округ.

## Население
| 2010 |
| ---- |
| 9    |

### Историческая численность населения
| 120 | 116 | 121 | 125 |

## Инфраструктура
Личное подсобное хозяйство с зоной сельскохозяйственного использования, индивидуальная застройка усадебного типа.
В менее 1 километра находится территория горнолыжного комплекса Полазна.

## Транспорт
Деревня доступна автотранспортом. Автобусное сообщение с райцентром. Остановка общественного транспорта «Константиновка».